# Amazon Callao Football Club
Amazon Callao Football Club, simplemente conocido como Amazon Callao o de forma coloquial como Callao FC, es un club de fútbol peruano con sede en la Provincia Constitucional del Callao. Fue fundado en 2022 y desde la temporada 2025 participa en la Liga3, la tercera categoría del fútbol nacional.

## Historia

### Inicios
Fue fundado en el año 2022 en la ciudad del Callao, del distrito y provincia homónima.
Al año siguiente, en 2023, se inscriben en su respectiva segunda división distrital donde salen campeones y por ende se consigue el pase a la primera división distrital del siguiente año.

### 2024: Un histórico ascenso para la Liga 3
Llegando a 2024, logra el subcampeonato distrital y posteriormente sale también subcampeón de las interligas por debajo de Scratch FC, clasificando con este mencionado a la etapa nacional de la Copa Perú 2024. Ya estando ahí culmina en el puesto 24º de la fase regular, por ende habilitado para jugar los dieciseisavos de final; ahí lo esperaba Unión Santo Domingo donde tras ganar 2-1 en Ventanilla y perder con ese mismo resultado en Chachapoyas, caerían eliminados desde el punto penal por 2-3 en su contra.
No obstante, el hecho de haber llegado hasta esa instancia les otorgo el derecho a participar a la nueva Liga 3 como el representante del Callao, tras avanzar una fase más que Scratch FC.

## Datos del club
- Temporadas en Primera División: 0.
- Temporadas en Segunda División: 0.
- Temporadas en Tercera División: 1 (2025 - Act.).
- Mayor goleada conseguida:
  - En campeonatos nacionales de local: .
  - En campeonatos nacionales de visita: .
- Mayor goleada recibida:
  - En campeonatos nacionales de local: Amazon Callao 1:4 Estudiantil CNI (11 de mayo de 2025).
  - En campeonatos nacionales de visita: Estudiantil CNI 4:0 Amazon Callao (28 de junio de 2025).

## Estadio
Durante la etapa nacional de la Copa Perú, Amazon Callao FC se desempeñó a jugar de local en el Estadio Facundo Ramírez Aguilar. Este es un recinto deportivo ubicado en el distrito de Ventanilla, en la provincia constitucional del Callao; es utilizado principalmente para la práctica del fútbol y actualmente tiene una capacidad para 2000 espectadores.
En su participación en la Liga 3, el club empezó a ser local en el estadio Campolo Alcalde del distrito de La Perla.

## Entrenadores
- Anthony Portocarrero (2024-2025)

## Palmarés

### Torneos regionales
| Competición regional                | Títulos | Subcampeonatos |
| ----------------------------------- | ------- | -------------- |
| Liga Departamental del Callao (0/1) |         | 2024.          |
| Liga Distrital del Callao (0/1)     |         | 2024.          |